# Гёкчебей
Гёкчебе́й (тур. Gökçebey) — город в провинции Зонгулдак Турции. Его население составляет 7273 человек (2009). Высота над уровнем моря — 61 м.